# Компот (јело)
Компот (јело) се користи у средњој и источној Европи и западној Азији, односи се на кувано воће (свеже или сушено), које се служи или као пиће или као десерт (динстано) у зависности од региона који је у питању. Када се служи као динстано воће, суштински је идентичан са француским компотом, од којег и потиче овај израз. Када се служи као пиће, познат је и као взвар или узвар од речи словенског корена што значи "кувати" или "варити".

## Припремање и послуживање
Као пиће, то је безалкохолно слатко пиће које се може служити топло или хладно, у зависности од традиције и годишњег доба. Добија се кувањем воћа као што су јагоде, кајсије, брескве, јабуке, малине, рабарбара, шљиве или вишње у великој количини воде, често заједно са шећером или сувим грожђем као додатним заслађивачима. Понекад се за додатну арому додају различити зачини као што су ванилија или цимет, посебно зими када се компот обично служи врућ.

## Распрострањеност
Компот је популаран у земљама Централне и Источне Европе, као и у Јужној Европи. Компот је део кулинарских култура многих земаља централне, источне, јужне Европе и Блиског истока, као што су Бугарска, Јерменија, Албанија, Азербејџан, Белорусија, Казахстан, Украјина, Русија, Пољска, Босна и Херцеговина, Литванија, Летонија, Естонија, Мађарска, Словачка, Словенија, Хрватска, Северна Македонија, Србија, Црна Гора, Молдавија, Румунија, Чешка, Грчка, Грузија, Кипар и Турска. Компот био је широко коришћен начин очувања воћа за зимску сезону у земљама јужне и источне Европе. Године 1885. Луцина Цвєрчакевичова је написала у књизи рецепата да је компот тако добро чувао воће да је изгледало свеже. Компот је и даље био популаран 1970-их. Такође је популаран у многим земљама Централне Азије, као што су Узбекистан и Киргистан.
У хладнијим деловима Европе, уместо да се воће динста и потом сачува резултат, воће се уместо тога суши, а затим поново хидратизује да би се направио компот/узвар. Овај метод се нарочито користи у вечери за Бадње вече од дванаест јела која се припрема у земљама бившег Пољско-литванског савеза.
Потрошња компота опада од 1980-их. Са престанком очувања хране у многим земљама Јужне и Источне Европе [потребан цитат], компот је замењен воћним соковима, безалкохолним пићима и минералном водом.